# Oberried am Brienzersee
Oberried am Brienzersee é uma comuna da Suíça, no Cantão Berna, com cerca de 486 habitantes. Estende-se por uma área de 20,12 km², de densidade populacional de 24 hab/km². Confina com as seguintes comunas: Brienz, Flühli (LU), Habkern, Iseltwald, Niederried bei Interlaken.
A língua oficial nesta comuna é o Alemão.